# Spilomicrus stigmaticalis
Spilomicrus stigmaticalis är en stekelart som beskrevs av John Obadiah Westwood 1832. Spilomicrus stigmaticalis ingår i släktet Spilomicrus, och familjen hyllhornsteklar. Arten är reproducerande i Sverige.